# Colt Open Top

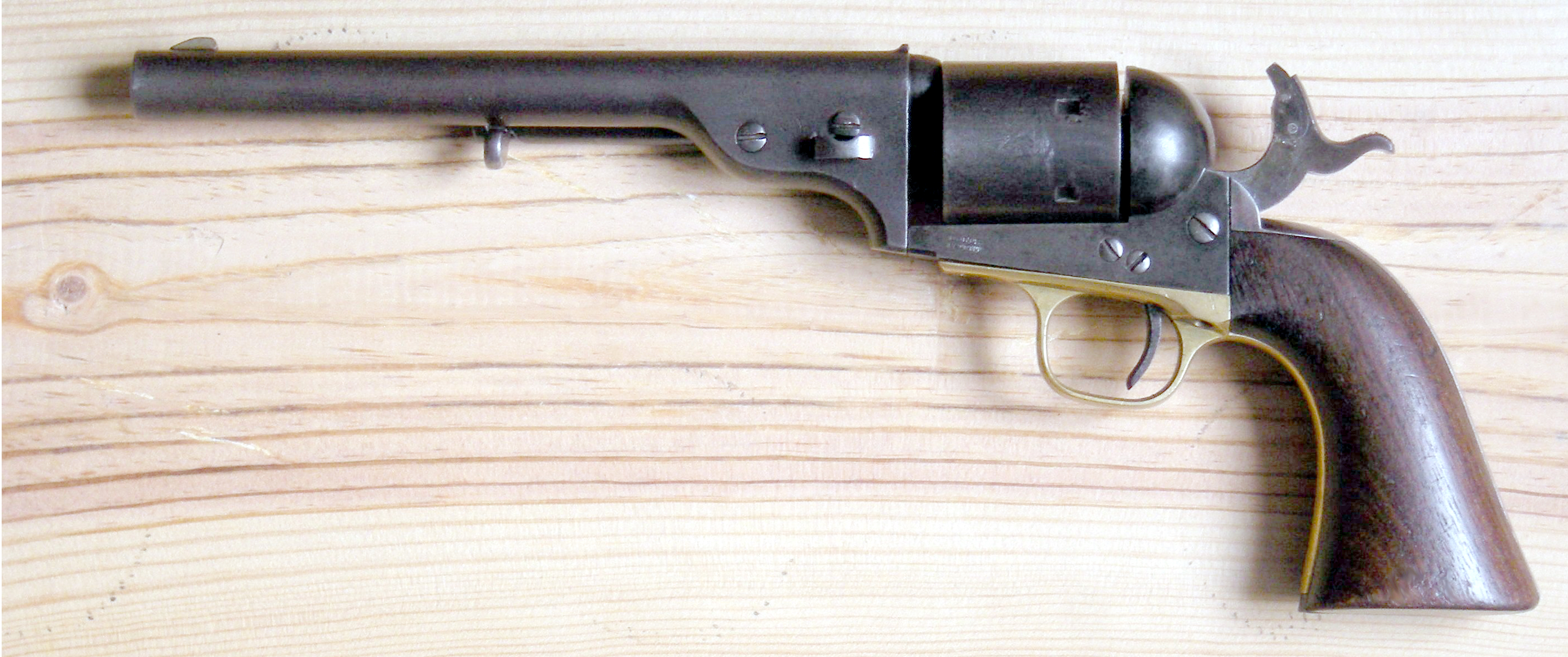
Colt Open Top, пізня модель з руків'ям Colt 1860 Army

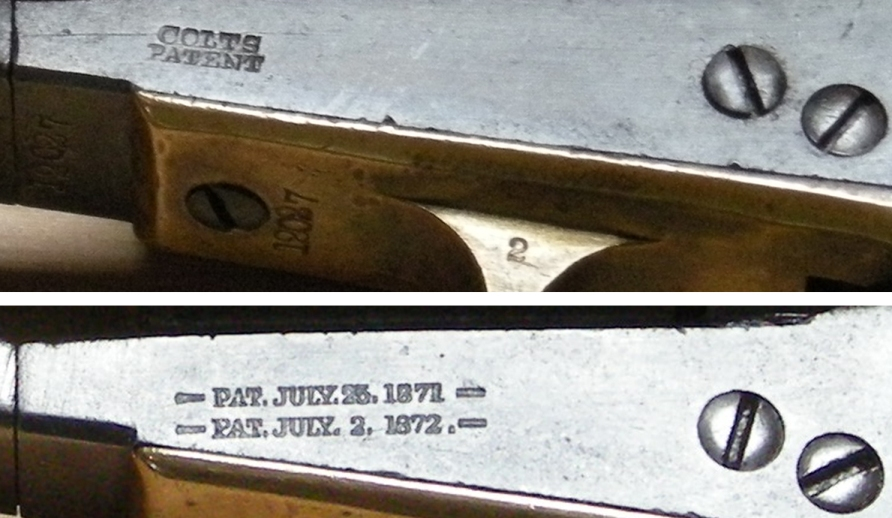
Написи про патент Кольта

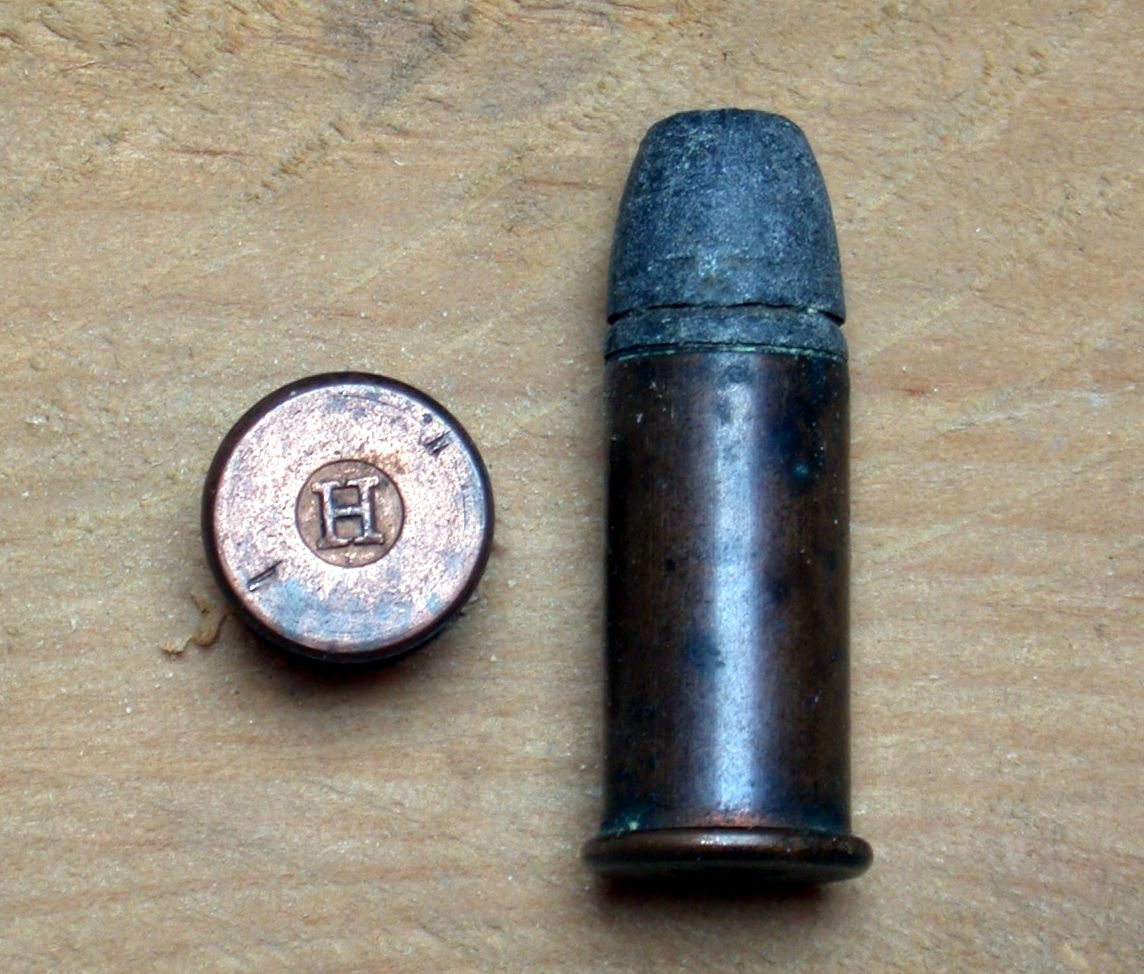
Плаский набій .44 Henry

Colt Model 1871-72 Open Top револьвер .44-го калібру під металевий набій з барабаним заряджанням, представлений в 1872 Colt's Patent Fire Arms Manufacturing Company. Револьвер було розроблено за двома патентами, першим від 1871 та другим від 1872, є припущення, що випуск проводився з лютого 1872 по червень 1873. Таким чином зберігається деяка плутанина у назві. Інколи його називають Colt Model 1871 або Colt Model 1872, але зараз найбільш популярними назвами є Colt Model 1871-72 Open Top, Colt Model 1871-72 або просто Colt Open Top.

## Розробка
Коли американський уряд відмовив у січні 1870 року у патенті Ролліну Вайту на його казнозарядні револьвери Colt's Patent Fire Arms Manufacturing Company розпочала власну роботу над казнозарядною зброєю під металевий набій. До цього вони використовували так звані переробки Річардса-Месона. Компанія Кольта продовжувала переробку дульнозарядних капсульних револьверів на казнозарядні до 1878, але в 1871 Кольт запатентував принаймні два казнозарядних револьвери під унітарні набої: це були Colt House та Open Top. Револьвер House почали випускати в 1871, але Open Top не почали випускати до 1872, крім того кишенькова версія Open Top, зовсім іншої конструкції, поступила в продаж в 1871 під назвою кишеньковий револьвер Colt Open Top.
Револьвери House та Cloverleaf мали набій .41 калібру, в той же час розробник Open Top Вільям Мейсон, вибрав більш потужний набій .44 Henry. Курок та барабанний механізм мали таку саму конструкцію як і попередні револьвери Кольта, які добре себе зарекомендували у капсульних револьверах компанії Кольта. Мейсон вніс деякі нововведення у зброю: окрім казнозарядного барабана, він розробив унікальну рамку, барабан та ствол для перших револьверів Кольта з незмінними частинами.
Револьвер .44 калібру, був представлений для випробувань армії США в 1872. Армія відмовилася від револьвера і дала запит на револьвер під більш потужний набій з посиленою рамкою. Мейсон переробив рамку додавши верхню частину, як на револьверах Ремінгтона і розташував цілик на тильній частині рамки; він радився з Річардсом по деяким покращенням. Перший прототип нового револьвера мав набій .44 калібру кільцевого запалення, але новий револьвер розроблявся під новий набій, який отримав назву .45 Colt. Цей новий револьвер почали випуск в 1873, що дало народження новій моделі, Colt Single Action Army, і новій серійній нумерації.
Рамка нових револьверів Open Top мала маркування COLT'S/PATENT, пізні моделі отримали назву "Two July", як і перероблені револьвери 1851 Navy-, 1861 Navy- та 1860 Army-. Патент "Two July" також застосовували до ранніх моделей Colt Single Action Army.

## Технічні характеристики
- Період виробництва: 1872-1873
- Всього випущено: приблизно 7,000
- Довжина стволу: 7,5"
- Об'єм барабану: 6-набоїв
- Дія: одиночна
- Заряджання: казнозарядне

## Спадок
В 1871 та 1872, покращення Colt Open Top призвели до появи легендарного револьвера Colt Single Action Army або Peacemaker (Миротворця).
Cimarron Firearms з Фредеріксбурга, Техас, імпортувала репліки револьверів Open-Top, які були створені на базі старих револьверів Open Top, які відправляли до Уберті для зворотнього проектування. Репліка відрізнялася від оригінала наявністю  запобіжника на ударнику.